# Richard Pils
Richard Pils (* 25. Dezember 1946 in Engerwitzdorf bei Gallneukirchen, Oberösterreich) ist ein österreichischer Verleger und Gründer des Verlags Bibliothek der Provinz.

## Leben
Richard Pils ist der Sohn eines Eisenbahners und Nebenerwerbsbauern (oder Kleinhäuslers) aus dem unteren Mühlviertel und ist in Wartberg ob der Aist und im Haselgraben aufgewachsen.
Pils besuchte die Bundeslehrerbildungsanstalt in Linz. Er studierte Mathematik und Physik an der Universität Innsbruck, Pädagogik und Germanistik an der Universität Klagenfurt, Soziologie und Rechte an der Universität Linz. Schließlich studierte und absolvierte er Malerei und Graphik an der Akademie der Bildenden Künste in Wien. Zunächst war er als Sonderschullehrer tätig, dann auch als Volksschuldirektor in Haid bei Königswiesen.

### Bibliothek der Provinz
Im Sommer 1989 erhielt er den Gewerbeschein für den Betrieb eines Verlages. Pils hatte das Bedürfnis, „seine Bibliothek zu erweitern um Bücher, die es so noch nicht gab.“ Einen Verlag wollte er niemals gründen, bekannte Pils, doch wollte er eine Bibliothek zusammentragen, „die jene Fragen versammelt, die die Welt stellt“.
Pils wird in den Medien wegen seiner Bibliophilie und dem Engagement für seine Autoren als „Extremverleger“ beschrieben, als „ein fanatischer Leser und Lover der Dichter“ und als „einer, der sich mit Leib und Seele der Literatur und der Kunst, dem Unentdeckten und der Kinderliteratur hingibt.“ Der „Buchästhet“ legt großen Wert auf hochwertig hergestellte Ausgaben, so dass sein Verlag bereits mit vielen Preisen für die beste Buchgestaltung ausgezeichnet worden ist.
Am Anfang lag der Schwerpunkt seines Verlagsprogramms auf Regionalia, „auf österreichischer Literatur und Belletristik, Sagenbüchern, aufwändig gestalteten Foto- und Kunstbänden“. Später kam auch zunehmend Kinder- und Jugendliteratur hinzu, die sowohl inhaltlich als auch von den Illustrationen her außergewöhnlich sein wollen. Daher veröffentlichen  Illustratorinnen wie  Linda Wolfsgruber und Angelika Kaufmann bevorzugt in der Bibliothek der Provinz.

### Poetenfest
Richard Pils ist mit seiner Familie seit 1996 Eigentümer der Burg Raabs an der Thaya, einer Spornburg und Grenzfeste nahe der tschechischen Grenze. Ein Motiv für den Erwerb war die Sorge um den Bestand des historischen Bauensembles. Gemeinsam mit dem Verein Unsere Burg – Freunde und Förderer der Burg Raabs saniert er behutsam seit ebenso vielen Jahren die Bausubstanz der historisch gewachsenen und vielfältig unterteilten Burganlage. Pils wurde zu einem Burgbesitzer wider Willen, da alle Beteiligten einer Rettungsinitiative nach dem Zuschlag bei der Zwangsversteigerung ihre Aufgabe als erfüllt ansahen und die Initiative verließen. Langfristig verfolgt er „den Plan, die Burg als offenes Kulturinstitut über die Grenzen hinaus zu etablieren“.

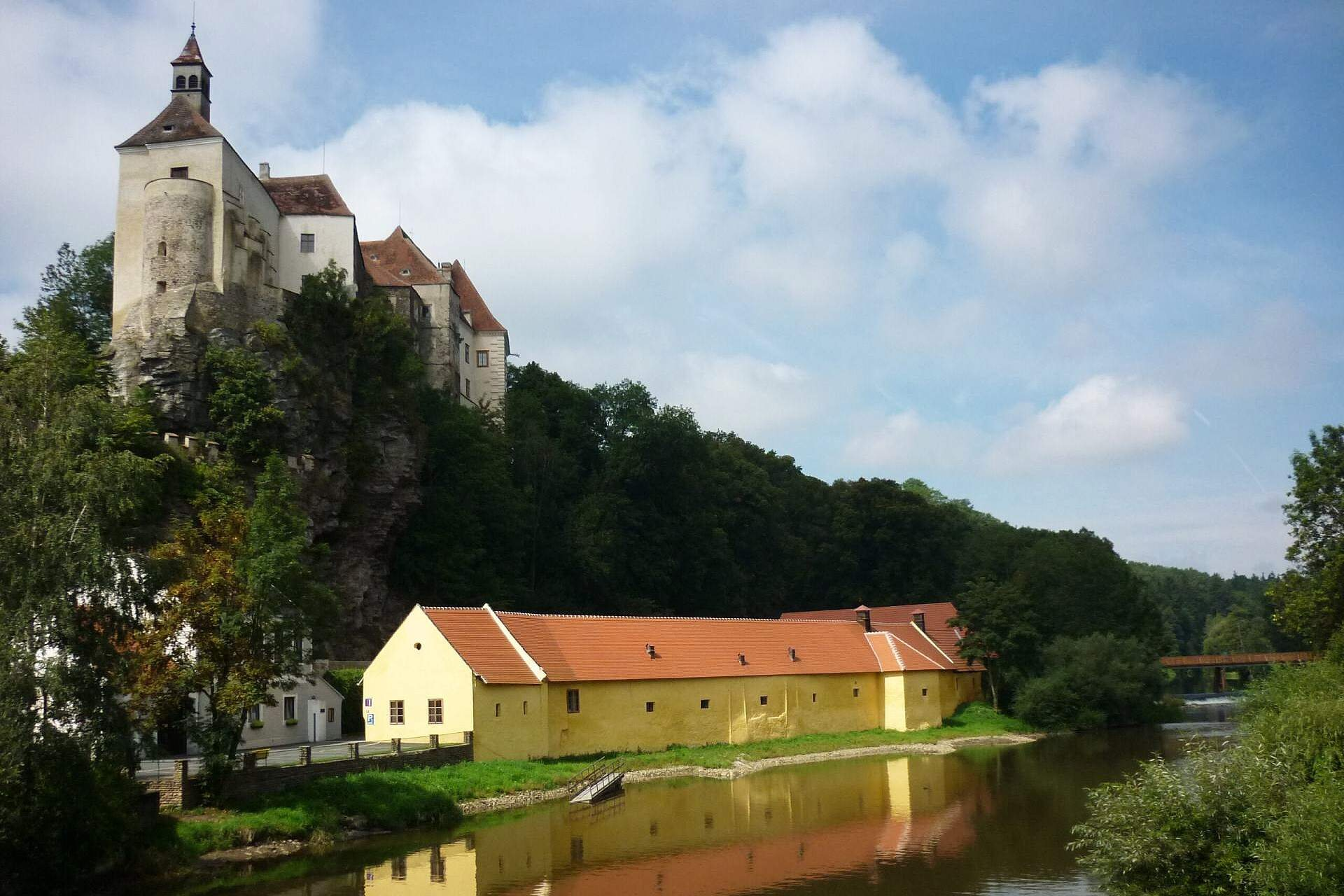
Burg Raabs über der Thaya, 2011
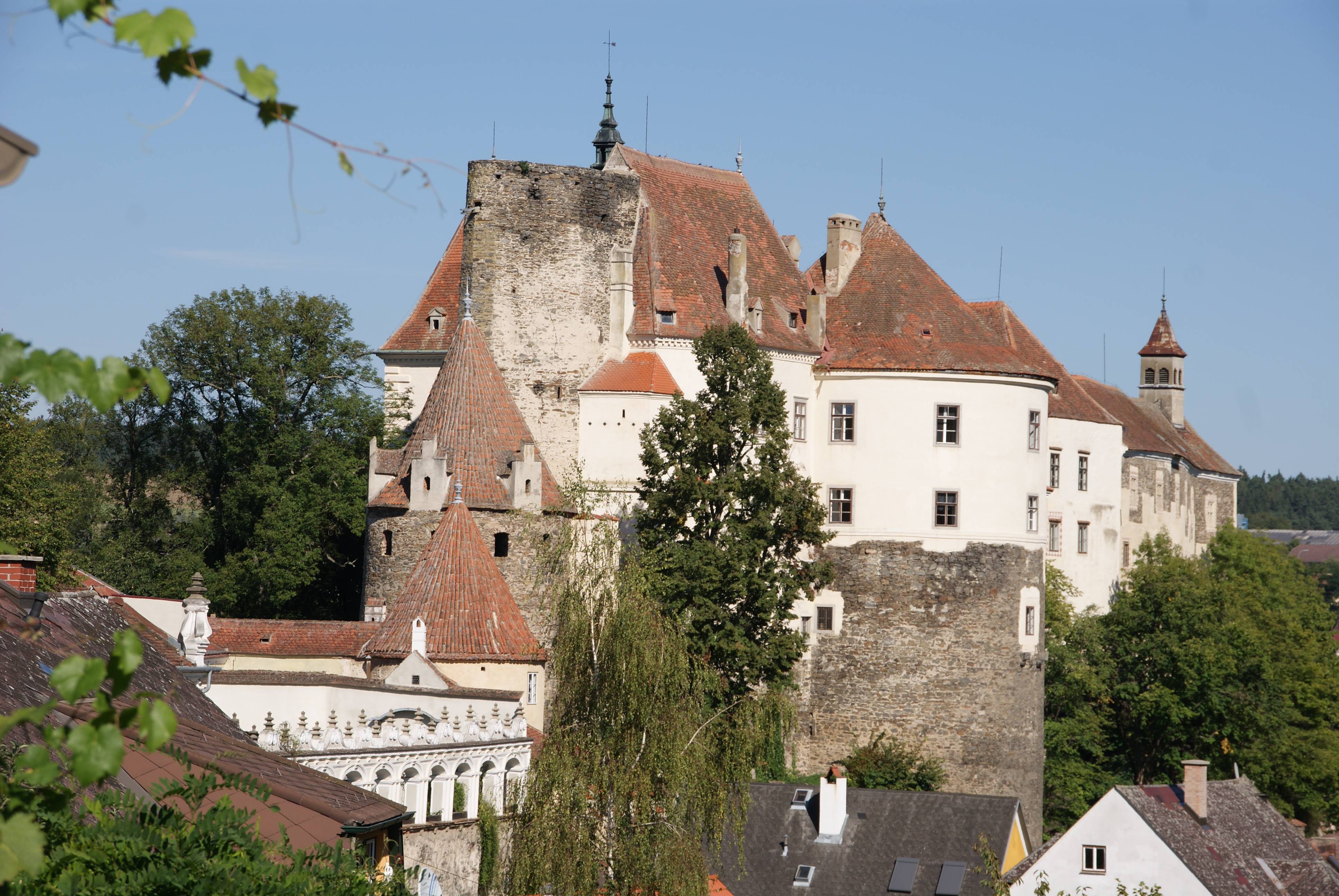
Burg Raabs, 2012
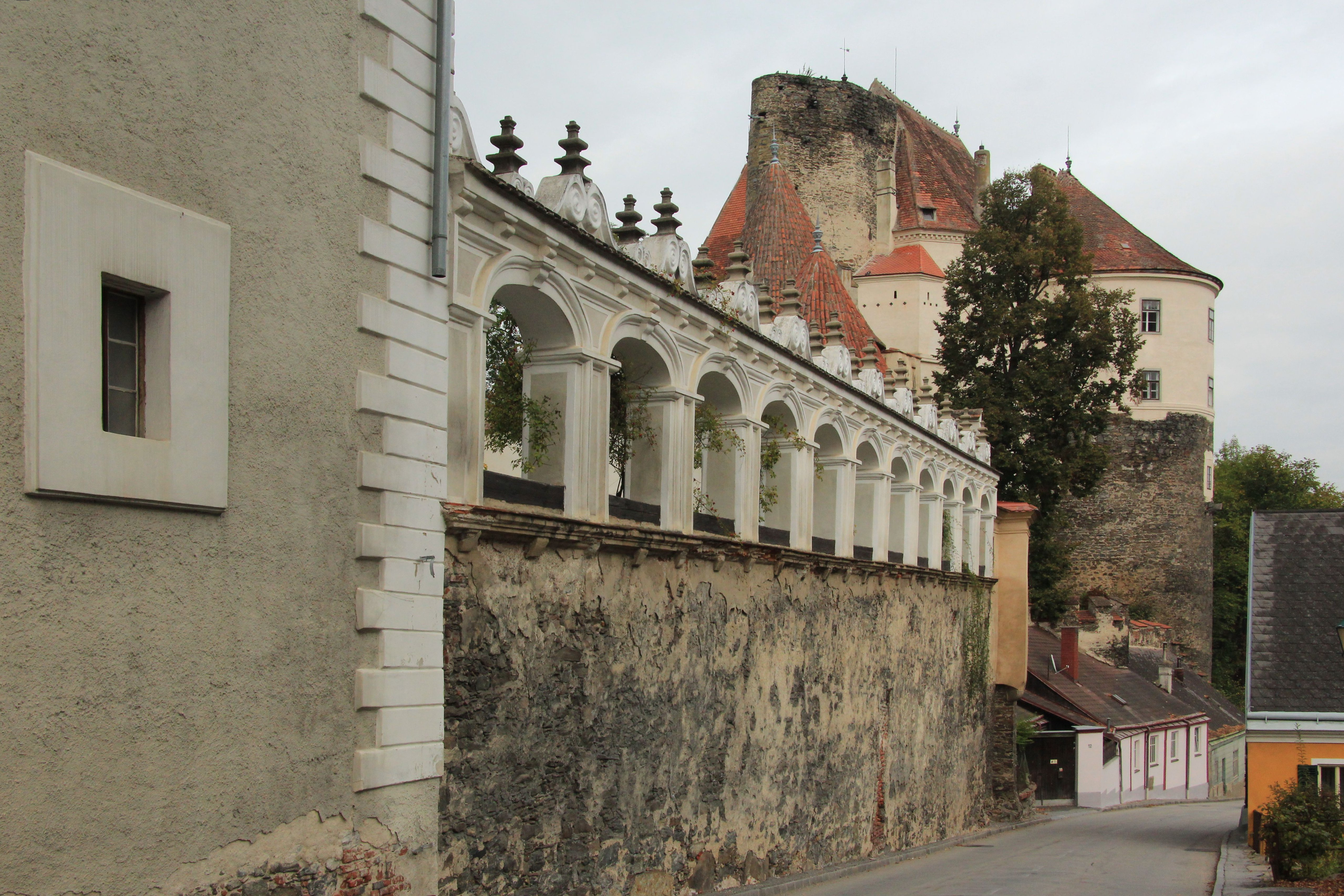
Arkadenhof der Burg Raabs, 2011
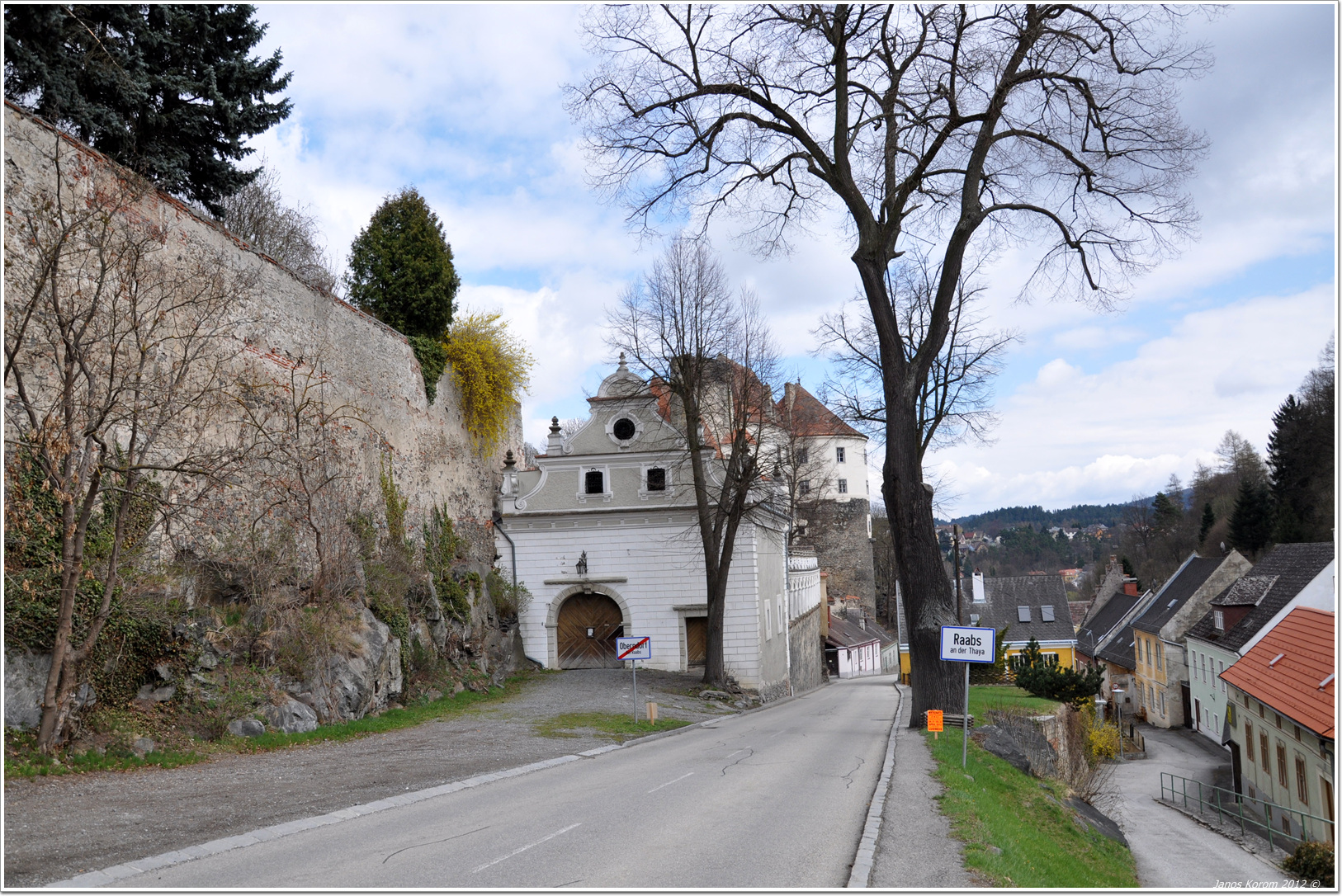
Orts- und Burgeingang, April 2012

20 Jahre lang, von 1996 bis 2016, lud er jeden Sommer zu einem dreitägigen Poetenfest in der weitläufigen Schlossburg Raabs ein. Das Poetenfest wurde jedes Jahr unter ein anderes Motto gestellt, 2013 etwa hieß der Leitspruch: Literatur ist kein Honiglecken und 2014 25 Jahre Reportagen aus der Mitte der Welt. In erster Linie diente das Poetenfest der Vorstellung von Neuerscheinungen und zur Vernetzung der Literaten, Künstler und Leser. „Es gibt Veranstaltungen, es geht ums Reden, Verschnaufen und Vernetzen. Jeder kann kommen“, hatte Pils das Fest einmal umschrieben. Neben Lesungen mit Musik gab es auch Konzerte, Performances, Theater, Filmvorführungen und Burgführungen. Das Festende begann am Sonntag mit einem literarischen Frühschoppen im Arkadenhof bei Lesungen mit Musik und Buffet und klang am Nachmittag mit weiteren Veranstaltungen aus.
Zwischen den Poetenfesten diente die Schlossburg auch als Kulturzentrum für Ausstellungen und Internationale Meisterkurse für Geige, Violoncello, Bratsche, Klarinette und Kammermusik. 2014 und 2016 zeigten Kunsthandwerker aus dem Waldviertel ihre Arbeiten während deren Entstehens. Die Schlossburg ist weiterhin für Veranstaltungen offen, Burgführungen sind auch außerhalb der Führungszeiten am Wochenende nach Vereinbarung möglich.

### Café der Provinz
Seit 2002 hat Pils in der Wiener Josefstadt (8. Bezirk) eine Kooperation mit einem Büchercafé namens Café der Provinz mit Schanigarten. Es ist für seine Crêpes und Waffeln bekannt, deren Getreide aus biologischem Anbau stammen. Pils ist offen für weitere Kaffeehauswirte, die per Franchising ein weiteres Café der Provinz mit seinen Büchern betreiben wollen.

### Kulturfabrik
Eine ehemalige Fabrik des Wiener Seiden- und Baumwollweber-Fabrikanten Samuel Eisenberger in der Gmünder Innenstadt, wo bis 1992 Teppiche hergestellt wurden, erwarb er 2010 gemeinsam mit dem Buchdrucker Herbert Schlesinger. Sie ließen ab 2011 die ehemalige, denkmalgeschützte Eisenberger–Fabrik zu einem Mehrzweckgebäude umbauen, einem regionalen Kulturzentrum für Kunstprojekte, Konzerte, Kindertheater, aber auch für Schulveranstaltungen. Eine große Sammlung von funktionsfähigen Druckmaschinen, zum Teil mit Bleisatz, stellen sie im Erdgeschoß zur Besichtigung aus. Der erste Stock wurde zum Lager für den Verlag Bibliothek der Provinz.

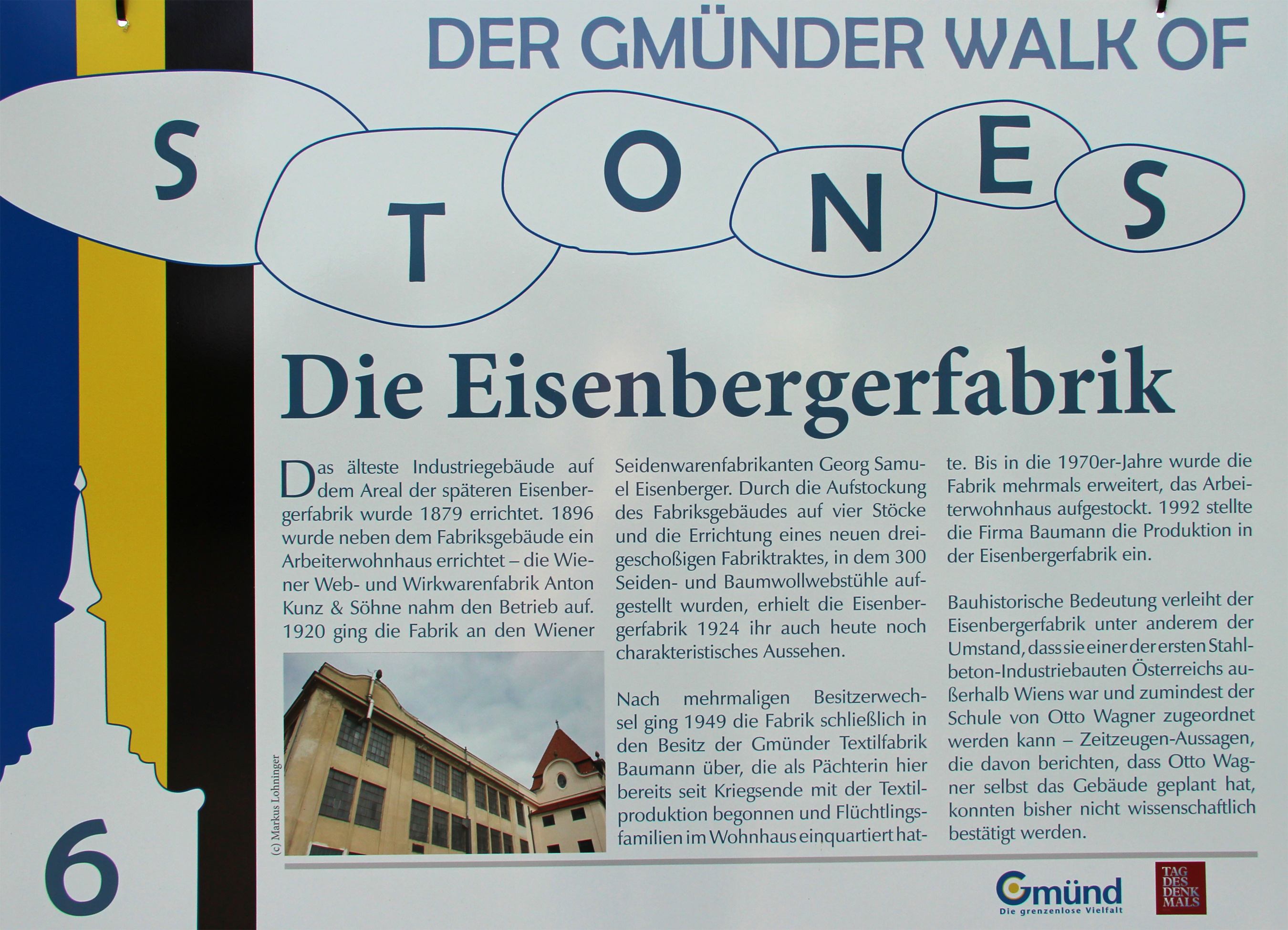
Schild mit Geschichte der Eisenbergerfabrik, 2012
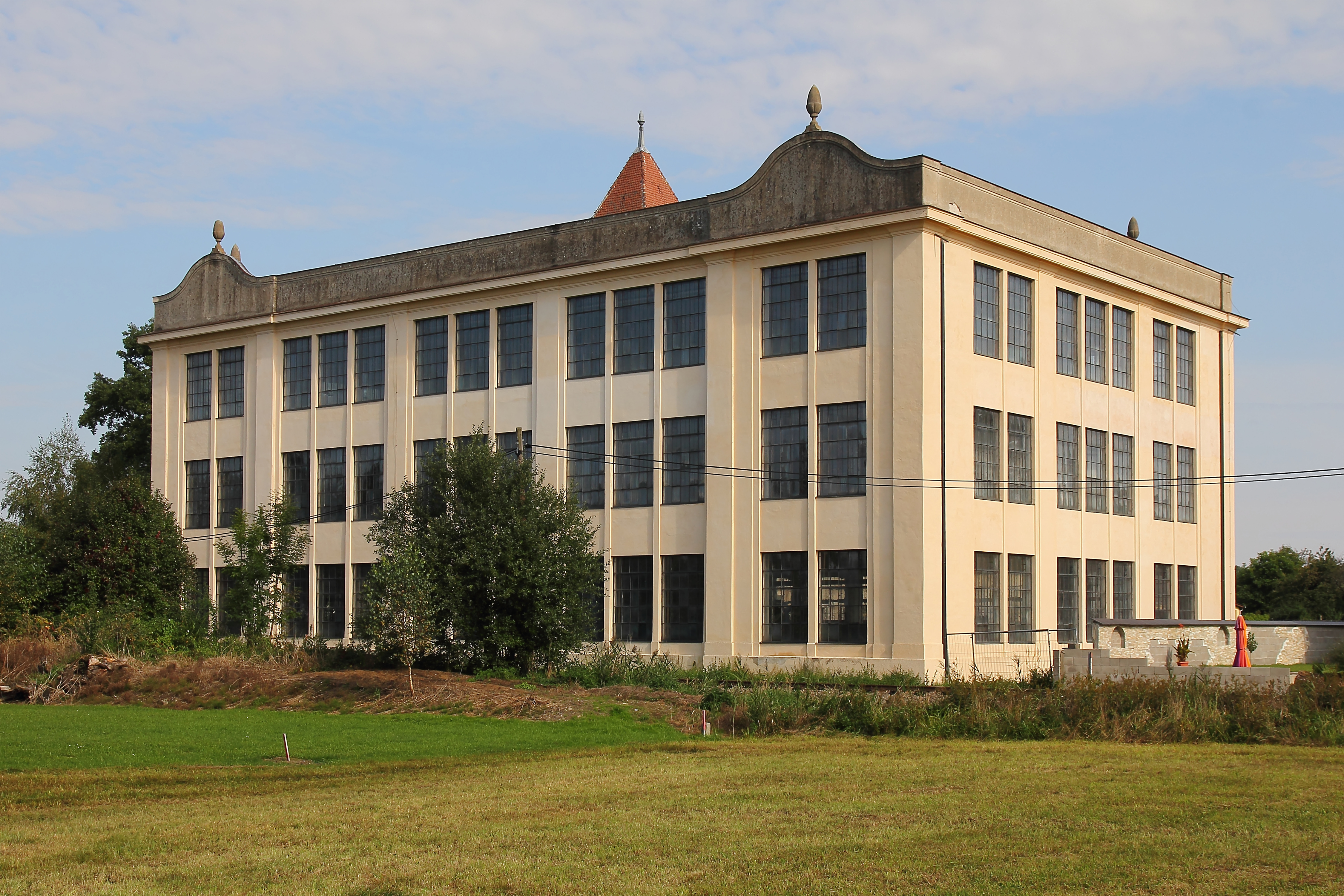
Eisenbergerfabrik in Gmünd, 2014
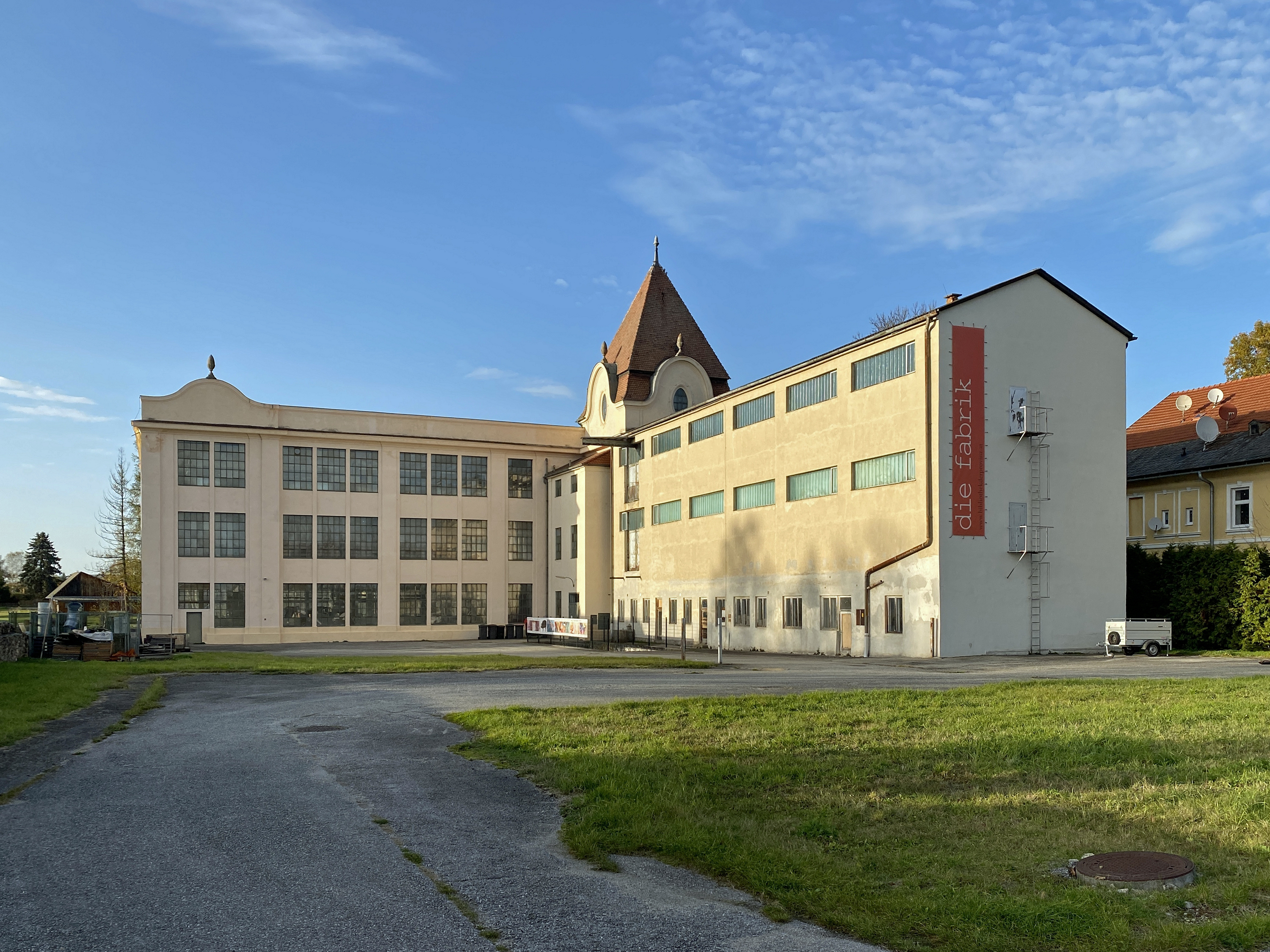
Eisenbergerfabrik in Gmünd, 2022
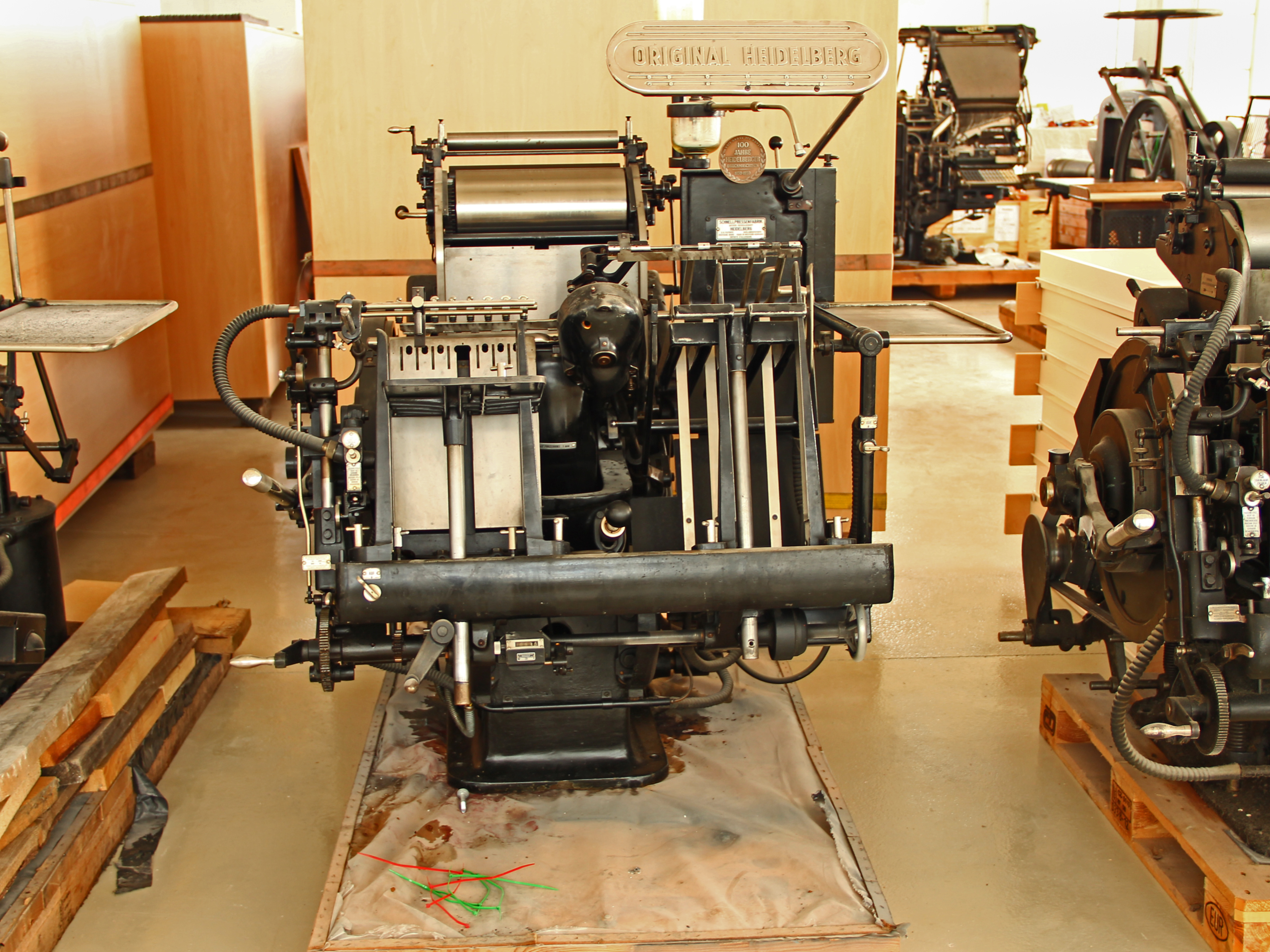
Historische Druckmaschine von Heidelberger Druckmaschinen in der Kulturfabrik

### Privatleben
Zunächst lebte und arbeitete er als Verleger auf einem Bauernhof des Angerdorfs Großwolfgers, 1998 zog er in das ehemalige Wirtshaus der Gemeinde. Neben dem Verlags- und Wohntrakt baute er den früheren Wirtssaal zu einer Präsenzbibliothek seiner Verlagspublikationen um – und als Lesesalon für Besucher mit Blick auf den Angerteich. Auf dem Anwesen steht eine Bücherskulptur zum Andenken an den Schriftsteller Thomas Bernhard, den Pils in vielen Ausgaben verlegt hat. Richard Pils lebte hier vor längerem mit seiner Frau Helga und ihren fünf Kindern. Seit ein paar Jahren wohnt er hauptsächlich auf der Burg Raabs. Ein markantes Erkennungsmerkmal von Pils ist sein chinesischer Zopf, den ihm seine Frau Helga flicht. In seiner wenigen Freizeit ist er als Imker tätig.

## Publikationen (Auswahl)
- Ich bin du und ich sind wir? Erinnerungsbuch anlässlich der Zerstörung einer Landschaft, eines Lebensraumes. (Zusammengesucht, zusammengeklaubt, zsgest. und hrsg. von Richard Pils.) Verlag publication PN°1, Bibliothek der Provinz, Weitra 1988, ISBN 978-3-900878-03-0.
- Burgen und Nagelein. Sagen(haftes) zum Mühlviertel um Königswiesen, Unterweissenbach, Pierbach, Ruttenstein, Weitersfelden, Liebenau. (Texte zum erinnern, erzählen und erlesen / zusammengesucht, zusammengeklaubt, zsgest. und hrsg. von Richard Pils.) Verlag publication PN°1, Bibliothek der Provinz, Weitra 1988, ISBN 978-3-900878-04-7.
- die lagune unter dem herzen. das schneegebet. Verlag publication PN°1, Bibliothek der Provinz, Weitra 1989, ISBN 978-3-900878-29-0.
- Das Waldviertel in seinen Sagen nach dem Volksmund. Verlag publication PN°1, Bibliothek der Provinz, Weitra 1995, ISBN 978-3-85252-039-1.
- Die Wachau in ihren Sagen. Bibliothek der Provinz, Weitra 2014, ISBN 978-3-99028-387-5.
- Herzklopfen | Hearts aflutter. Maler und Dichter der Liebe | Painters and poets of love. Hrsg. von Richard Pils, Bibliothek der Provinz, Weitra 2012, ISBN 978-3-99028-064-5, (Liebeslyrik).

## Auszeichnungen (Auswahl)
- 2017: Goldenes Ehrenzeichen für Verdienste um das Land Niederösterreich [32]
- 2014: Die schönsten Bücher Österreichs an Markus Jeschaunig für line projects | Linienprojekte.[33][34]
- 1991: Staatspreis für das schönste österreichische Buch.[29]

## Hörfunk
- Richard Pils feiert 25 Jahre Bibliothek der Provinz. Gespräch, Österreich, 4 Min., 2015, Moderatorin: Irene Suchy, Produktion: ORF, Reihe: Leporello, Erstsendung am: 3. Juli 2015 in Ö1, Inhaltsangabe und Audio-Datei, ab 4:18 Min.

## Film
- Alte Burgen und ihre neuen Herren in Niederösterreich. Dokumentarfilm, Österreich, 2018, 24 Min., Buch und Regie: Barbara Baldauf, Kamera: Ossi Denkmayr, Helmut Muttenthaler, Produktion: ORF, Reihe: Erlebnis Österreich, Erstsendung: 6. Mai 2018 bei ORF 2, Inhaltsangabe von ORF, online-Video, Anfang und ab 19:32 Min. bis 24 Min.